# يوتارو شين
يوتارو شين (باليابانية: 新 裕太朗) (11 مارس 1990 في أغيو في اليابان – )؛ هو لاعب كرة قدم ياباني سابق كان يلعب كمهاجم.

## وصلات خارجية
- يوتارو شين على موقع رابطة كرة القدم اليابانية للمحترفين (اليابانية)
- يوتارو شين على موقع Soccerway.com (الإنجليزية)